# Festuca rubra
Fétuque rouge
Espèce
Classification phylogénétique
Festuca rubra, la fétuque rouge ou fétuque traçante, est une espèce de la famille des Poaceae et du genre Festuca.

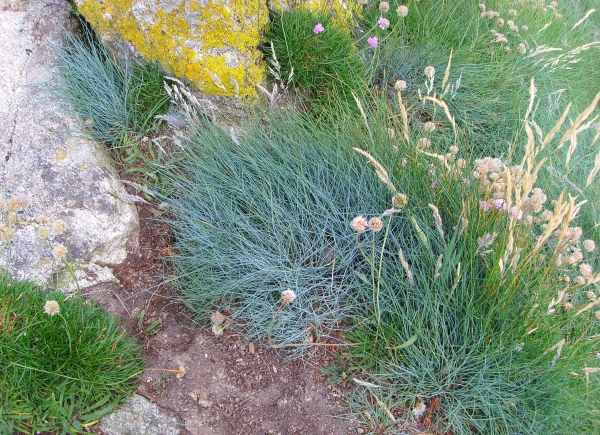
Dans les falaises maritimes, les touffes de la sous-espèce pruinosa sont couvertes d'une pruine bleutée.

Cette espèce vit à l'état naturel en Europe, en Asie tempérée et en Amérique du Nord.
Elle occupe une grande variété de milieux, depuis les bords de mer (dunes, prés salés, falaises) jusqu'aux pelouses montagnardes.

## Synonymes
- Festuca duriuscula L.
- Festuca repens Knapp

## Variétés
Près de 190 variétés sont inscrites au catalogue français principalement pour leur usage en gazon et plus de 340 au catalogue européen. Elles sont classées selon trois types : traçante, 1/2 traçante et gazonnante.

## Utilisations
- Plantes à gazon très utilisée en mélanges. De nombreuses variétés ont été créées pour cet usage. Les types demi-traçante et gazonnante étant particulièrement adaptés à cet usage[3], Il est possible de ne pas la faucher mais seulement de l'écimer ou de la peigner pour les gazons auxquels on veut donner un aspect prairie luxuriante.
- Plante fourragère faiblement productive, mais adaptée à des conditions variées.

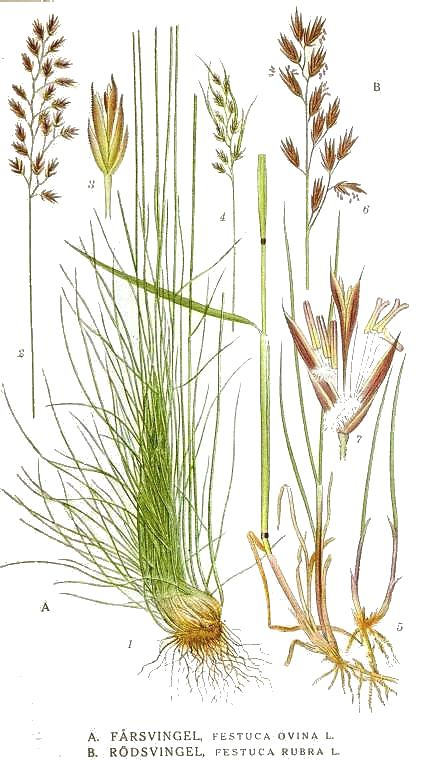
Planche botanique, comparaison fétuque ovine-fétuque rouge